# 221 км (зупинний пункт)
221 кіломе́тр — пасажирська зупинна залізнична платформа Дніпровської дирекції Придніпровської залізниці на лінії Нижньодніпровськ-Вузол — Апостолове.
Розташована на сході села Сурсько-Литовське Дніпровського району Дніпропетровської області між станціями Зустрічний (9 км) та Сурське (5 км).
По платформі щоденно проходить пара дизель-потягів у напрямку Дніпра-Лоцманської та пара в напрямку Апостолового.